# 莫爾納岩
莫爾納岩（英語：Molnar Rocks），是南極洲的岩石，位於比斯科群島的拉瓦錫島中部以西7公里，英國南極名稱諮詢委員會根據空中照片繪入地圖，以美國生理學家命名，現時由南極條約體系管理。